# گئورگ فن هرتلینگ
گئورگ فریدریش گراف فن هرتلینگ (به آلمانی: Georg Friedrich Graf von Hertling) (زادهٔ ۳۱ اوت ۱۸۴۳ – درگذشتهٔ ۴ ژانویه ۱۹۱۹) سیاست‌مدار باواریایی و صدراعظم آلمان میان سال‌های ۱۹۱۷ تا ۱۹۱۸ بود.

## زندگی
او استاد فلسفهٔ دانشگاه لودویگ ماکسیمیلیان مونیخ و نوشته‌هایی دربارهٔ ارسطو و آلبرتوس ماگنوس نگاشته‌است. وی دو دوره عضو رایشستاگ بود که آخری تا سال ۱۹۱۲ به درازا کشید. چندی هم عضو حزب مرکز آلمان بود.
در ۱۹۱۲ او نخست‌وزیر باواریا شد. لودویگ سوم به وی لقب کنت داد. در زمان جنگ یکم جهانی هرتلینگ پشتیبان سیاست تئوبالد فن بتمان-هولوگ بود. با کناره‌گیری بتمان-هولگ او از پذیرش پست صدرات عظمی خودداری نمود. ولی پس از گئورگ میشائلیس بدین مقام رسید. ولی کهنسالی و سیاست محافظه‌کارانه نتوانست بر قدرت رو به فزونی نظامیانی مانند اریش لودندورف و پاول فون هیندنبورگ چیره‌گردد و سرانجام کناره‌گیری نمود.